# Pharyngomyia
Pharyngomyia is een vliegengeslacht uit de familie van de horzels (Oestridae).

## Soorten
- P. picta (Meigen, 1824)